# Colletot
Colletot – miejscowość i gmina we Francji, w regionie Normandia, w departamencie Eure.
Według danych na rok 1990 gminę zamieszkiwały 104 osoby, a gęstość zaludnienia wynosiła 24 osoby/km² (wśród 1421 gmin Górnej Normandii Colletot plasuje się na 792. miejscu pod względem liczby ludności, natomiast pod względem powierzchni na miejscu 741.).